# Mörburg
Die Mörburg, auch Merburg genannt, ist eine abgegangene Wasserburg bei 150 m ü. NN westlich des Ortsteils Höfen der Gemeinde Schutterwald im Ortenaukreis in Baden-Württemberg.
Die Burg wurde Anfang des 12. Jahrhunderts von den Herren von Geroldseck erbaut, 1129 erwähnt und im Dreißigjährigen Krieg zerstört. Weitere Besitzer waren die Herren von Böcklin und die Herren von Nassau-Saarwerden. 1882 wurde der Burghügel eingeebnet. Von der ehemaligen Burganlage ist nichts erhalten.